# Alta Car and Engineering Company
A Alta Car and Engineering Company uma fabricante britânica de carros esportivos e de corrida fundada por Geoffrey Taylor, comumente conhecida apenas como Alta. Seus carros disputaram cinco corridas do Campeonato Mundial de Fórmula 1 da FIA nos anos de 1950, 1951 e 1952, bem como eventos do Grande Prêmio antes disso. Ela também forneceu motores para um pequeno número de outros construtores, principalmente para as equipes Connaught e HWM.
Teve como pilotos o irlandês Joe Kelly e os ingleses Geoff Crossley, Peter Whitehead e Graham Whitehead (meio-irmão de Peter). A Alta fez cinco GPs na categoria, não conquistando nenhum ponto, o melhor resultado da fabricante foi um nono lugar de Crossley, no GP da Bélgica de 1950.